# Szymon Żurkowski
Szymon Piotr Żurkowski (sinh ngày 25 tháng 9 năm 1997) là một cầu thủ bóng đá chuyên nghiệp người Ba Lan hiện thi đấu ở vị trí tiền vệ cho câu lạc bộ Serie A Fiorentina và đội tuyển quốc gia Ba Lan.